# El Celler de Can Roca
El Celler de Can Roca je luxusní restaurace sídlící ve španělském městě Girona na adrese Can Sunyer 48.
Rodina Roca i Fontana provozuje v Gironě pohostinství od roku 1967. V roce 1986 se synové původních majitelů Joan, Josep a Jordi rozhodli osamostatnit a založili vlastní restauraci, v níž se zaměřili na moderní gastronomii a snoubení jídla s vínem. V roce 2007 se přestěhovali do nových prostor ve stejné ulici.
V podniku je zaměstnáno třicet kuchařů. Menu vychází z katalánské kuchyně, používá však také postupy molekulární gastronomie a netradiční prezentaci pokrmů. Ke specialitám patří karamelizované olivy podávané na bonsaji z olivovníku, olihně zmražené tekutým dusíkem, račí velouté s kakaovým práškem nebo dezerty inspirované známými parfémy. Servíruje se na porcelánu Rosenthal a na každém stole jsou umístěny tři kameny symbolizující bratrskou trojici spolumajitelů. V restauračním sklepě o rozloze 250 m² je připraveno 60 000 lahví vína. Vzhledem k omezené kapacitě 45 míst se zde na rezervaci čeká až devět měsíců.
Restaurace získala první hvězdu Michelinova průvodce v roce 1995, druhou v roce 2002 a od roku 2009 je stále tříhvězdičková. El Celler de Can Roca se tradičně pohybuje v popředí seznamu nejlepších světových restaurací podle The Restaurant Magazine a v letech 2013 a 2015 zde obsadil první místo. Za restauraci roku jej vyhlásil také list The Sunday Telegraph. Podnik se objevil i v televizním seriálu Šéfkuchařův stůl. Majitelé restaurace získali v roce 2020 od Generalitat de Catalunya vyznamenání Creu de Sant Jordi.